# Häradsbygden
Häradsbygden est une localité de Suède dans la commune de Leksand située dans le comté de Dalécarlie.
Sa population était de 698 habitants en 2019.